# Хилде Домин
Хилде Домин (на немски: Hilde Domin), с рождено име Хилде Льовенщайн, немска писателка от еврейски произход, известна с проникновената си лирика.

## Биография
Хилде Домин не завършва основно училище. Взима частни уроци и полага зрелостен изпит през 1929 г. в родния си град Кьолн. Между 1929 и 1932 г. следва в Хайделбергския университет, Кьолнския университет и Хумболтовия университет на Берлин. Първоначално, за да задоволи желанието на баща си, изучава право, но после сменя специалността си с икономически науки, социология и философия. Сред нейните професори са Карл Ясперс и Карл Манхайм.
Със свои състуденти Хилде чете „Моята борба“ и е изпълнена с прозрението, че „Хитлер ще изпълни всичко, което е написал“.
След завръщанета си в Хайделберг за летния семестър през 1931 г. Хилде Домин се запознава с франкфуртския студент по древни езици и археология Ервин Валтер Палм с еврейско потекло. Следвайки неговата мечта за Италия, през есента на 1932 г. двамата заминават в Рим. След избирането на Хитлер за райхсканцлер Вечният град става тяхното първо място на изгнание.
През 1935 г. Хилде Домин получава докторска степен по политически науки във Флоренция. Омъжва се за Ервин Валтур Палм през 1936 г. До 1939 г. работи като учител по езици в Рим. След посещението на Хитлер в Рим и враждебната атмосфера във фашистка Италия на Мусолини към евреите съпрузите решават да емигрират и оттам.
През 1939 г. отиват в Англия, където Хилде преподава чужди езици. Страхът им от нацистката заплаха не отслабва и двойката се опитва да получи виза за страна в Америка. Нито една от предпочитаните от тях държави (Съединените щати, Мексико, Аржентина и Бразилия) не им дава виза, а някои изискват за това непосилна парична сума. Единствената страна, която безусловно ги приема е Доминиканската република, където те емигрират през 1940 г.
В Санто Доминго двамата живеят 14 години. Хилде работи като преводач и лектор в университета, а също като архитектурен фотограф. През 1946 г. започва нейната писателска дейност. На нарастващата душевна самота и отчуждението от съпруга тя противопоставя писането, което след смъртта на майка ѝ през 1951 г. я спасява от самоубийство. Сама нарича себе си „умираща, която чрез писане се бори с умирането“.
След завръщането си в Германия през 1954 г. Хилде публикува стихотворения под псевдонима „Домин“. Взима името на острова, където е намерила убежище и е започнал животът ѝ на поет. „Да обича и да бъде обичана, но преди всичко да бъде полезна“, е за Хилде истинският смисъл на живота.
През 1959 г. излиза първата стихосбирка на Хилде Домин „Само една роза ми е опора“ (Nur eine Rose als Stütze). Наред със сихотворения, разкази и романа си в монтажи „Das Zweite Paradies“ (Вторият Рай) (1968), Домин все повече пише есета и литературоведски студии, които обаче намират слаб отзвук.
За 95-ия си рожден ден Хилде Домин е удостоена с Почетен гражданин на Хайделберг. През 2006 г. Доминиканската република ѝ дава най-високото си отличие: Del mérito de Duarte, Sánchez y Mella. През същата година Хилде Домин става почетен член на изгнаническия ПЕН клуб.
Последните дни от живота си прекарва в Хайделберг, където умира на 22 февруари 2006 г.

## Награди и почести
- 1968: „Награда Ида Демел“
- 1971: „Награда Дросте“ на град Меерсбург
- 1972: „Почетна награда на „Дружество Хайнрих Хайне““
- 1974: „Награда Розвита“
- 1976: Rilke-Preis
- 1982: Richard-Benz-Medaille der Stadt Heidelberg
- 1983: „Награда Нели Закс“
- 1983: „Федерален орден за заслуги“
- 1988: Verdienstorden des Landes Nordrhein-Westfalen[5]
- 1990: Verdienstorden des Landes Baden-Württemberg
- 1992: „Награда Фридрих Хьолдерлин на град Бад Хомбург“
- 1992: Hilde-Domin-Preis für Literatur im Exil
- 1992: Carl-Zuckmayer-Medaille
- 1993: „Награда Херман Зинсхаймер“
- 1993: Ehrenprofessorin des Landes Baden-Württemberg
- 1994: Голям „Федерален орден за заслуги“
- 1995: „Литературна награда на Фондация „Конрад Аденауер““
- 1999: „Награда Якоб Васерман“
- 1999: Staatspreis des Landes Nordrhein-Westfalen
- 1999: Bürgermedaille der Stadt Heidelberg „Für Verdienste um Heidelberg“
- 2004: Ehrenbürgerin der Stadt Heidelberg[6]
- 2005: Orden del Mérito de Duarte, Sánchez y Mella, en el grado de Commendador (Dominikanische Republik)

По случай 80-годишнината на поетесата град Хайделберг учредява през 1992 г. международната награда Литература в изгнание, която се присъжда на всеки три години и чийто първи носител е самата Хилде Домин. След смъртта ѝ през 2006 г. отличието приема наименованието „Награда Хилде Домин за литература в изгнание“.